# Георгій Гахарія
Георгій Гахарія (груз. გიორგი გახარია; нар. 19 березня 1975, Тбілісі, ГРСР, СРСР) — грузинський політичний діяч, прем'єр-міністр Грузії з 8 вересня 2019 до 18 лютого 2021. Міністр внутрішніх справ з 13 листопада 2017 року до 8 вересня 2019. Віцепрем'єр Грузії з 17 липня 2018 до 8 вересня 2019. Міністр економіки та сталого розвитку Грузії (2016—2017).
У Міністерстві внутрішніх справ (2017-2019) Гахарія спочатку став символом масштабних реформ щодо підвищення ефективності міліції та заохочення прав людини, а потім і боротьби з організованою злочинністю. Проте низка суперечок, таких як антиполіцейські протести 2018 року, вбивства на вулиці Хорава, справа Іа Керзая, політична криза 2019-2020 років, яка була зосереджена на вимогі його відставки, шкодять популярності «Грузинська мрія». Тим не менш, він був призначений прем'єр-міністром в уряді «Грузинської мрії» після відставки його попередника. Його уряд продовжив прозахідну політику свого попередника і оголошував програму кандидатури Грузії в Європейський Союз у 2024 році, а його мандат збігається з дипломатичною кризою з Україною в 2020 році.
Скасування контракту на будівництво геополітично стратегічного глибокого порту Анаклія, напруженість з нафтовою компанією Frontera Resources, війна в Нагірному Карабаху та пандемія Covid-19, якою він сам був заражений.
«Грузинська мрія» перемогла на парламентських виборах 2020 року, але опозиція звинувачує її у фальсифікації виборів, що призвело до парламентського бойкоту кількох політичних партій. У грудні 2020 року він сформував другий кабінет і став свідком потрясінь всередині правлячої партії після відходу її лідера Бідзіни Іванішвілі. У зв’язку з новою політичною кризою, пов’язаною із затриманням лідера опозиції Ніки Мелії, Гахарія оголосив про свою відставку 18 лютого 2021 року.

## Біографія

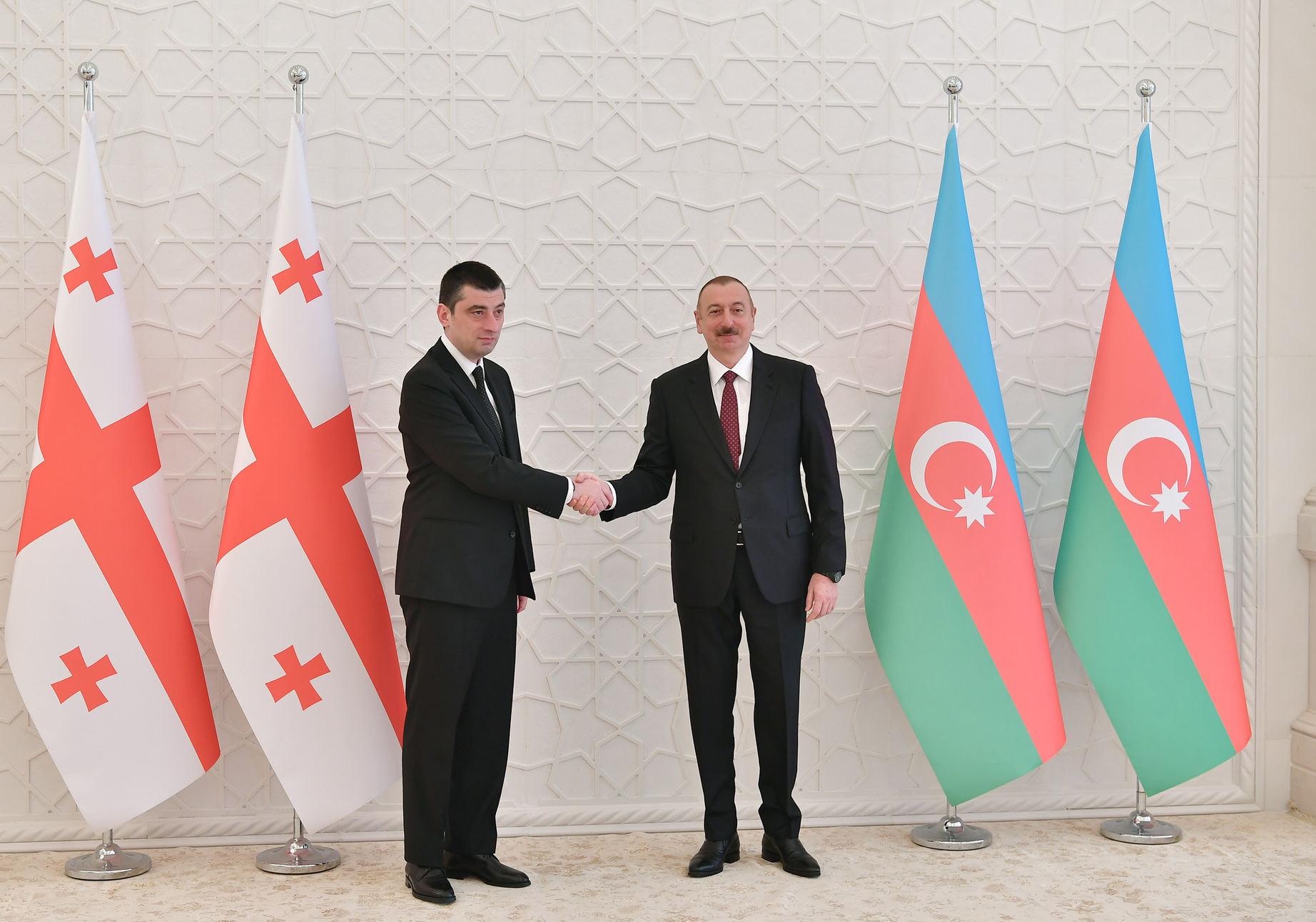
Георгій Гахарія та Ільхам Алієв

### Освіта
Георгій Гахарія закінчив факультет історії Тбіліського державного університету. У 1994—2000 роках навчався у Московському державному університеті ім. Ломоносова (факультет політології, магістр політичних наук). У 2002—2004 роках навчався у Вищій бізнес-школі Московського державного університету ім. Ломоносова.

### Політичний підйом
У жовтні 2012 року, після майже дев’яти років при владі, партія «Єдиний національний рух» на чолі з президентом Міхеілом Саакашвілі зазнала поразки на парламентських виборах, які привели Бідзіну Іванішвілі, найбагатшу людину, на посаду глави країни. лідер партії «Грузинська мрія». Іванішвілі стає прем'єр-міністром за новою напівпарламентською системою та змінює склад уряду. У березні 2013 року, через місяць після повернення до Грузії, Георгій Гахарія був призначений захисником прав платників податків, посада, яка стала захисником прав бізнесу в червні 2015 року. На новій посаді Гахарія відповідає за відносини між урядом і приватними особами. сектору та представляти інтереси приватного ринку перед владою. 

### Робота в уряді Грузії
Після роботи в приватному бізнесі (SFK Group — генеральний директор; Lufthansa Service Holding AG — директор розвитку бізнесу у країнах Східної Європи, СНД і Росії), у березні 2013 року призначений бізнес-омбудсменом Грузії. З грудня 2014 року суміщав посаду секретаря економічної ради уряду Грузії. Георгій Квірікашвілі, ставши прем'єр-міністром, у листопаді 2016 року призначила Георгія Гахарія своїм наступником на посаді міністра економіки. 13 листопада 2017 року Гахарія призначений міністром внутрішніх справ Грузії. Перебував на посаді віцепрем'єра Грузії з 17 липня 2018 до 8 вересня 2019. Обіймав посаду прем'єр-міністра з 8 вересня 2019 до 18 лютого 2021.

### Прем'єр-міністр Грузії

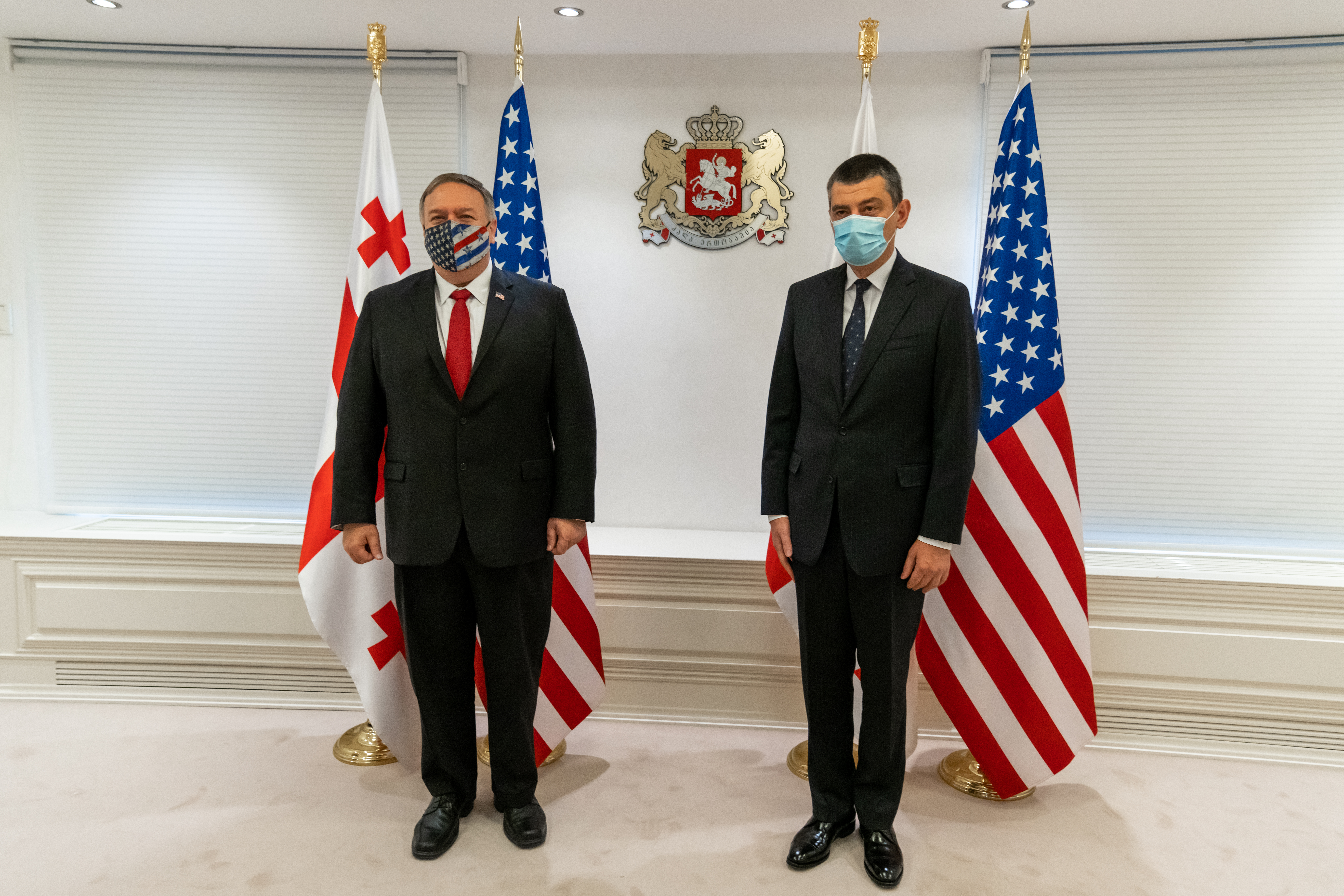
Майк Помпео та Георгій Гахарія

2 вересня 2019 року прем'єр-міністр Грузії Мамука Бахтадзе подав у відставку. 3 вересня 2019 року голова «Грузинської мрії» Бідзіна Іванішвілі висунув Георгій Гахарія кандидатом на посаду прем'єр-міністра. Парламент Грузії на пленарному засіданні 8 вересня 98 голосами одноголосно висловив довіру уряду нового прем'єр-міністра.  Він був номером один у списку партії «Грузинська мрія» (і кандидатом у прем’єр-міністри) на парламентських виборах 2020 року. За підсумками виборів став депутатом парламенту Грузії 10-го скликання за партійним списком виборчого блоку: «Грузинська мрія – демократична Грузія».  18 лютого 2021 року він оголосив про свою відставку. Причиною цього стали розбіжності з командою щодо арешту Ніки Мелія. За його словами, арешт Ніка Мелія в умовах загрози політичної ескалації було невиправданим. 

### Створення своєї партії
У травні 2021 року заснував партію «Для Грузії» і висунувся від неї на виборах мера Тбілісі. Зайняв третє місце на виборах з 45 257 голосами (9,41 %)